# 加古川市立義務教育学校両荘みらい学園
加古川市立義務教育学校両荘みらい学園（かこがわしりつ りょうそうみらいがくえん）は、兵庫県加古川市にある義務教育学校。加古川市で初めて設置された義務教育学校である。

## 沿革

### 経緯
両荘地区は加古川市内でも特に児童生徒数の減少が著しく、子どもたちのより良い教育環境の確保のため、2017年（平成29年）度より様々な協議が重ねられた。その結果、2020年（令和2年）7月に、加古川市立平荘小学校・加古川市立上荘小学校・加古川市立両荘中学校の3校を統合し、両荘中の敷地に施設一体型小中一貫校を整備する方針を決定した。この一貫校の形態については、市内初の義務教育学校とし、2024年（令和6年）度に開校した。
新校建設にあたっては、両荘公民館・両荘市民センターとの複合施設とされ、本校図書館は地域開放サービスを行い蔵書の地域貸し出し・学習スペースの開放も行うなど、地域との交流が意識されている。

### 年表
- 2024年（令和6年）4月1日 - 加古川市立義務教育学校両荘みらい学園開校。
- 2024年（令和6年）4月8日 - 開校記念式典にて校歌発表（作詞:こじまいづみ、作曲:おのまきこ、編曲:柴田昌宜）[7][8][9]

## 教育方針
「加古川市立義務教育学校両荘みらい学園グランドデザイン」による。

### 学校教育目標
- ふるさとを愛し こころ豊かに 学びあう子どもの育成

### 9か年一貫教育「両荘プラン」
- 3つの両荘コンピテンシー
  - 「知識 創造」「仲間づくり」「自己決定」
- 3つの活躍場
  - 学校で→地域で→国際社会で
- グローバル人材の育成
  - すべての人の Well-Being をめざして

## 部活動
- 野球部
- 陸上競技部
- バスケットボール部
- ソフトテニス部
- 剣道部
- 文化部

## 通学区域
加古川市のうち、
- 上荘町小野・薬栗・見土呂・国包（加古川より西側）・井ノ口・白沢・都染・都台1丁目〜3丁目
- 平荘町池尻・一本松・磐・上原・神木・小畑・里・新中山・中山・西山・山角・養老

## 交通
- JR加古川駅より神姫バス「都台」方面のバスに乗車、「両荘中学校前」バス停下車。
- 加古川バイパス加古川西詰ランプより兵庫県道79号高砂加古川加西線を北へ。

## 周辺
- 加古川市見土呂フルーツパーク
- 平荘湖
- 法華寺播磨別院
- 常楽寺
- 兵庫県道65号神戸加古川姫路線

## 通学区域が隣接している学校

### 小学校
- 加古川市立八幡小学校
- 加古川市立陵北小学校
- 加古川市立神野小学校
- 加古川市立氷丘小学校
- 加古川市立東神吉小学校
- 加古川市立志方小学校
- 加古川市立志方東小学校
- 加西市立九会小学校
- 小野市立来住小学校

### 中学校
- 加古川市立志方中学校
- 加古川市立神吉中学校
- 加古川市立氷丘中学校
- 加古川市立山手中学校
- 小野市立小野南中学校
- 加西市立加西中学校